# جونزویل (میشیگان)
جونزویل (به انگلیسی: Jonesville) یک شهر در ایالات متحده آمریکا است که در شهرستان هیلزدیل، میشیگان واقع شده‌است. جونزویل ۷٫۵۶ کیلومتر مربع مساحت و ۲٬۲۵۸ نفر جمعیت دارد و ۳۲۸ متر بالاتر از سطح دریا واقع شده‌است.